# Daan Hoeyberghs
Daan Hoeyberghs (18 september 1994) is een Belgisch voormalig wielrenner en veldrijder.

## Carrière
In 2015 werd hij prof bij BKCP-Corendon, de club alwaar hij reeds als junior bij aansloten was. Hij won dat jaar onder meer wegcriteria in Arendonk en Sint-Dimpna. In het daarop volgende veldritseizoen werd hij 2e op het EK bij de beloften en vierde op het Belgisch kampioenschap in deze categorie, alsook derde in de eindstand van de Superprestige.
In 2017 maakte hij de overstap naar Steylaerts-Betfirst en in maart 2018 sloot hij aan bij BEAT Cycling Club. Ook maakte hij bekend zich voortaan te concentreren op het wegwielrennen. In februari 2020 maakte de Mollenaar de overstap naar de wielervereniging Acrog Tormans-Balen BC.

## Erelijst

### Veldrijden
| Seizoen   | Wereldbeker | Superprestige | Trofee   | WK       | EK       | BK       | Overige                             | Totaal aantal zeges |
| Junioren  | Junioren    | Junioren      | Junioren | Junioren | Junioren | Junioren | Junioren                            | Junioren            |
| --------- | ----------- | ------------- | -------- | -------- | -------- | -------- | ----------------------------------- | ------------------- |
| 2010-2011 |             |               |          |          | 18e      | 15e      |                                     | 0                   |
| 2011-2012 |             |               |          | 8e       | 13e      | 7e       |                                     | 0                   |
| Beloften  |             |               |          |          |          |          |                                     |                     |
| 2012-2013 |             |               |          |          |          | 13e      |                                     | 0                   |
| 2013-2014 |             |               |          |          |          | 14e      | Heusden-Zolder                      | 1                   |
| 2014-2015 |             |               |          |          |          |          | Koningshooikt, Wiekevorst, Hofstade | 3                   |
| 2015-2016 |             | Gieten        | Loenhout | 11e      | Zilver   | 4e       | Wiekevorst                          | 3                   |

Albert · Baestaens · Bosmans · Hoeyberghs · Petruš · Ťoupalík · D. van der Poel · M. van der Poel · Walsleben · Wouters
Baestaens · Boroš · Bosmans · Caluwé · Hoeyberghs · Petruš · Ťoupalík · D. van der Poel · M. van der Poel · Walsleben · Wouters